# František Seidl
František Seidl (14. září 1875 – ???) byl československý politik a meziválečný poslanec Národního shromáždění za Československou sociálně demokratickou stranu dělnickou.

## Biografie
Podle údajů k roku 1930 byl profesí úředníkem Svazu státních zaměstnanců v Praze-Bubenči.
V parlamentních volbách v roce 1929 získal za Československou sociálně demokratickou stranu dělnickou poslanecké křeslo v Národním shromáždění.